# Mikontany
Mikontany (lit. Mikantonys) − wieś na Litwie, w rejonie solecznickim, 4 km na wschód od Solecznik, zamieszkana przez 52 ludzi. Przed II wojną światową w Polsce, w powiecie lidzkim województwa nowogródzkiego.